# Sassy-Szabó István
Nemes sassi Szabó István (Miskolc, 1827. február 7. – Miskolc, 1907. augusztus 30.) köz- és váltóügyvéd, 1848-49-as veressipkás honvéd százados, Miskolc város képviselője, a Miskolci Hitelbank igazgatóságának tagja.

## Életútja
1827-ben született sassi Szabó István (1797-1834) orvos és kecskeméti Nagy Zsuzsanna gyermekeként. Apai ágon az 1621-től nemes Sassi Szabó család, anyai ágon az 1630-tól nemes kecskeméti Nagy család leszármazottja. Református neveltetésben részesült.
1848 júniusában állt be a Miskolcon a Kassán alakuló 9. honvédzászlóaljhoz. A délvidéki harcok során tizedes, majd 1848. október 24-én őrmester lett. 1848. december 17-én hadnagynak, zászlóaljának segédtisztjévé léptették elő.1849. februárjától a főhadszíntéren a III. hadtestben szolgált alakulatával. 1849. június 16-től főhadnagyként, végül századosként működött közre a 129. zászlóaljnál a Közép-Tiszai hadseregben az 1849. augusztus 21-én történt borosjenői-nagyváradi fegyverletételig.
Alkalmatlanként nem sorozták be. Az 1850-es években becslőbiztosként dolgozott Borsod megyében. 1867-től ügyvédként tevékenykedett, s 1890-től a Borsod megyei Honvédegylet tagja, illetve elnöke volt.
Miskolc városi képviselőjeként halt meg hosszas szenvedés után gégerákban Miskolcon 1907. augusztus 30-án reggel 8 órakor. A temetését 1907. szeptember 1-én tartották meg református egyházi szertartás keretében, majd a tetemvári sírkertbe helyezték.
Kétszer nősült, első felesége Steller Amália (más forrás szerint Stelker Mária), második felesége nemes okolicsányi Okolicsányi Ida volt. Első feleségétől született 1852-ben fia, dr. sassi Szabó János, aki apja nyomdokaiba lépve szintén jogot végzett, és Miskolc neves ügyvédje lett.